# Roy Disney
Roy Oliver Disney (24. června 1893, Chicago, Illinois, USA – 20. prosince 1971, Burbank, Kalifornie, USA
) byl, se svým mladším bratrem Waltem Disneym, zakladatel společnosti The Walt Disney Company, dnešního největšího mediálního konglomerátu.

## Dětství a dospívání
Narodil se v Chicagu jako třetí z pěti děti Eliase Disneyho a jeho manželky Flory, rozené Callové. Roy sloužil v americkém námořnictvu od roku 1917 do roku 1919, o rok později se pokusil o vstup do americké armády jeho mladší bratr Walt Disney, kterého však nepřijali kvůli jeho nízkému věku. Námořnictvo opustil brzy po tom, co utrpěl zranění a stal se bankéřem v Los Angeles. V roce 1923 se do Los Angeles přestěhoval i Walt a oba bratři pak společně založili Disney Bros. Studio. V roce 1928 si postavili dva těsně sousedící domy na Lyric Avenue.

## Walt Disney Productions
Zatímco Walt byl kreativní člověk, Roy se ve firmě staral především o zajištění její finanční stability. I když Roy a Walt založili společnost společně jako bratři, Walt koupil roku 1924 většinu z Royových podílů.
V roce 1929 se stal prvním ředitelem společnosti, i když oficiální název nebyl uveden až do roku 1968. Od roku 1945 si taky s Waltem rozdělil roli předsedy představenstva. Walt však v roce 1960 od této funkce odstoupil, aby se mohl více soustředit na kreativní stránku společnosti. Po smrti Walta Disneyho v roce 1966 odložil vstup do důchodu, aby mohl dohlížet na stavbu nového resortu Disney World, který později přejmenoval na Walt Disney World na počest svého zesnulého bratra. Dne 15. prosince 1966 se stal prezidentem společnosti a v této funkci zůstal do roku 1968.

## Osobní život
V roce 1925 se oženil s Ednou Francisovou (1890–1984). O pět let později se narodilo jejich jediné dítě, syn Roy E. Disney (1930–2009).

## Smrt
Po otevření resortu Walt Disney World v říjnu 1971 nakonec společnost opustil. Zemřel 20. prosince téhož roku na mozkovou mrtvici. Je pohřben na hřbitově Forest Lawn Memorial Park v Hollywoodu.